# La insurrección de la burguesía
La insurrección de la burguesía és la primera part del documental xilè La batalla de Chile, dirigit per Patricio Guzmán, sent una de les últimes pel·lícules o documentals de Xile en el format "blanc i negre". Va ser presentat en el "One World Film Festival" i en el "Litomerice Film Festival", tots dos de la República Txeca.
L'1 de març de 1996 i 27 d'agost de 2004 el seu format va ser reactualizR.
Aquest documental té la particularitat de ser traduït i mostrat en diversos països del món, com Estats Units, Argentina, Itàlia, Finlàndia, República Txeca, entre d'altres. a Xile, la primera part de la trilogia va ser estrenada l'1 de març de 1996.

## Estreno
El documental va ser estrenat a diferents països del món, la següent llista és per ordre d'estrena:
- Cuba 18 de març de 1975.
- Itàlia 18 de setembre de 1975.
- França 2 de febrer de 1976.
- Espanya 4 d'agost de 1977.
- Estats Units 12 de gener de 1978.
- Alemanya Oriental 18 de maig de 1979.
- Canadà 31 d'octubre de 1981.
- Dinamarca 10 d'octubre de 1982.
- Argentina 3 de juny de 1983.
- Brasil 6 de desembre de 1986.
- Noruega 5 d'octubre de 1988.
- Grècia 17 d'agost de 1993.
- Xile 1 de març de 1996.
- Mèxic 12 de setembre de 1998.
- Austràlia 16 de febrer de 2000.
- Nova Zelanda 20 de juliol de 2000.
- Ucraïna 10 d'abril de 2002.
- República Txeca 18 d'abril de 2004.
- Turquia 21 de juliol de 2004.
- República Txeca 27 d'agost de 2004.
- Regne Unit 19 de desembre de 2005.
- Colòmbia 29 de novembre de 2007.
- Costa Rica 3 d'octubre de 2009.
- Finlàndia 14 de juliol de 2009.
- Sud-àfrica 22 d'octubre de 2009.
- Perú 2 de desembre de 2009.
- Equador Gener de 2010.

## Sinopsi
La insurrección de la burguesía és la primera part del documental La batalla de Chile.
Tot comença al març de 1973, on se celebren les últimes eleccions demòcrates xilenes durant el govern del futur enderrocat president Salvador Allende. A pesar que molts xilens voten contra l'"amenaça" comunista, el partit d'Allende gana amb el 42,3% dels vots, després d'això l'oposició comprèn que els sistemes legals ja no serveixen.
Ocorregut això, la burgesia i els militars xilens posen l'estratègia de, per a vèncer l'"amenaça", hauran de provocar un cop d'estat al país.

## Elenc
- Patricio Guzmán com a Narrador